# Mount Harvard
Der Mount Harvard ist ein 4395 m hoher Berg der Collegiate Peaks in der Sawatch Range im US-Bundesstaat Colorado. Er hat eine Dominanz von 24 km und eine Schartenhöhe von 709 m, weshalb er der dritthöchste Berg in Colorado und der sechtzehnthöchster Berg in den Vereinigten Staaten nach dem Mount Massive (ebenfalls in Colorado) und vor dem Mount Rainier (Washington) ist. Seine Erstbesteigung fand am 19. August 1869 statt.